# Glypta concava
Glypta concava là một loài tò vò trong họ Ichneumonidae.